# James D. Hamilton
James Douglas Hamilton (* 29. November 1954) ist ein US-amerikanischer Wirtschaftswissenschaftler und Hochschullehrer.

## Leben
Der 1954 geborene Hamilton absolvierte im Jahr 1977 einen B.A. am Colorado College. Anschließend wechselte er an die University of California, Berkeley, wo er 1981 seinen M.A. und 1983 seinen Ph.D. in Wirtschaftswissenschaften abschloss. Seine Dissertation bei James L. Pierce behandelte die makroökonomischen Effekte von Störungen des Öl-Angebots.
Von 1981 bis 1987 war er Assistant Professor an der University of Virginia und parallel von 1984 bis 1985 Visiting Professor an der University of California, San Diego. An der University of Virginia wurde er 1987 zum Associate Professor ernannt und 1991 zum Professor. Von 1999 bis 2002 war er dort Vorsitzender des volkswirtschaftlichen Departments, und im Jahr 2013 als Gastprofessor an der Harvard University. Das Mathematics Genealogy Project führt über 30 betreute Doktoranden.
Seit 1996 ist er Fellow der Econometric Society. Seit 1999 ist er Research Associate des National Bureau of Economic Research und ist dort in den zwei Programmen zu Umwelt- und Energieökonomik sowie zu Konjunktur und Wachstum aktiv. Im Jahr 2018 war er einer der Fellows bei der Gründung der International Association for Applied Econometrics. Er war ein Mitherausgeber der Zeitschriften Journal of Business and Economic Statistics sowie Journal of Money, Credit and Banking. 2025 wurde Hamilton zum Mitglied der American Academy of Arts and Sciences gewählt.
Er ist verheiratet mit Marjorie A. Flavin.

## Forschung
Er forschte zu unter anderem zu Geldpolitik, Konjunkturzyklen und Energiemärkten, insbesondere des Ölmarkts. Methodisch entwickelte und nutzte er Verfahren der Ökonometrie und Zeitreihenanalyse.
Sein Lehrbuch zur Zeitreihenanalyse hat sich über 60.000 Mal verkauft und wurde ins Chinesische, Japanische und Italienische übersetzt.

## Publikationen
Bücher
- mit Baldev Raj (Hrsg.): Advances in Markov-Switching Models. Physica-Verlag, 2002, ISBN 978-3-642-51184-4, doi:10.1007/978-3-642-51182-0.
- Time Series Analysis. Princeton University Press, Princeton 1994, ISBN 978-0-691-04289-3.

Artikel mit mehr als 2000 Zitationen bei Google Scholar
- What is an oil shock? In: Journal of Econometrics 113.2, April 2003, S. 363–398, doi:10.1016/S0304-4076(02)00207-5.
- mit Raul Susmel: Autoregressive conditional heteroskedasticity and changes in regime. In: Journal of Econometrics 64, 1994, S. 307–333, doi:10.1016/0304-4076(94)90067-1 (rochester.edu, PDF).
- Analysis of time series subject to changes in regime. In: Journal of Econometrics 45.1–2, 1990, S. 39–70, doi:10.1016/0304-4076(90)90093-9.
- A New Approach to the Economic Analysis of Nonstationary Time Series and the Business Cycle. In: Econometrica 57.2, 1989, S. 357–384, JSTOR:1912559.
- Oil and the Macroeconomy since World War II. In: Journal of Political Economy 91.2, April 1983, doi:10.1086/261140.